# Chloe Webb

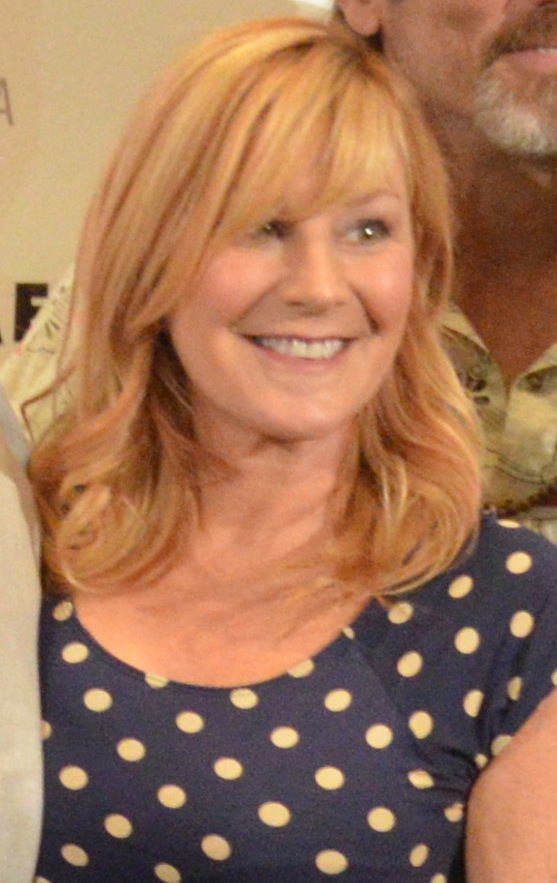
Chloe Webb (2013)

Chloe Webb (* 25. Juni 1956 in New York City) ist eine US-amerikanische Schauspielerin.

## Leben und Leistungen
Webb wuchs in Syracuse (New York) auf. Sie studierte am Boston Conservatory of Music and Drama und stand ab 1981 im Musical Forbidden Broadway auf der Bühne.
In der Filmbiografie Sid & Nancy (1986) spielte Webb an der Seite von Gary Oldman die Rolle der Nancy Spungen. Für diese Rolle gewann sie im Jahr 1987 den Boston Society of Film Critics Award und den National Society of Film Critics Award. In der Komödie Twins – Zwillinge (1988) verkörperte sie die Rolle der Linda Mason, einer der zwei Schwestern, die die ungleichen Zwillinge Julius Benedict (Arnold Schwarzenegger) und Vincent Benedict (Danny DeVito) heiraten. Im Jahr 1988 trat sie fünfmal in der Fernsehserie China Beach als Laurette Barber auf, wofür sie im Jahr 1989 für den Emmy Award nominiert wurde.
Im Filmdrama Perfect Love Affair (1994) spielte Webb an der Seite von Warren Beatty und Annette Bening. Im Fernsehdrama The Ballad of Lucy Whipple (2001) spielte sie neben Glenn Close und Jena Malone.

## Filmografie (Auswahl)
- 1986: Sid und Nancy (Sid and Nancy)
- 1986: Der Bauch des Architekten
- 1988: Twins – Zwillinge (Twins)
- 1989: Ghostbusters II (Ghostbusters II)
- 1990: Der Chaoten-Cop (Heart Condition)
- 1991: Geboren in Queens (Queens Logic)
- 1993: Eine gefährliche Frau (A Dangerous Woman)
- 1993: 4 himmlische Freunde Heart and Souls
- 1993: Stadtgeschichten (Tales of the City)
- 1994: Perfect Love Affair
- 1997: Alles aus Liebe (She's So Lovely)
- 1998: The Newton Boys
- 1998: Zauberhafte Schwestern (Practical Magic)
- 2001: Die Ballade von Lucy Whipple (The Ballad of Lucy Whipple)
- 2005: Two and a Half Men (Staffel 2 Folge 22)
- 2005: Dr. House (House, Gastauftritt)
- 2005: Medium – Nichts bleibt verborgen (Medium, Gastauftritt)
- 2008: CSI: Den Tätern auf der Spur (CSI: Crime Scene Investigation, Gastauftritt)
- 2011–2012, 2015–2016: Shameless (13 Folgen)